# 嘎仁错
嘎仁错（藏語：སྐེ་རིང་མཚོ，威利转写：ske ring mtsho，THL：Kering Tso，藏语意为“长腰带湖”）位于中国西藏自治区阿里地区措勤县境内，地处措勤县西部，湖面海拔4650米，面积66平方公里。湖东岸是冲积－洪积平原，地势开阔。湖区年均气温0～2℃，年均降水量200～300毫米。湖水主要地表径流补给。